# Valea Mânăstirii, Gorj
Valea Mânăstirii este un sat în comuna Cătunele din județul Gorj, Oltenia, România.

## Vezi și
- Biserica de lemn din Valea Mănăstirii

## Imagini

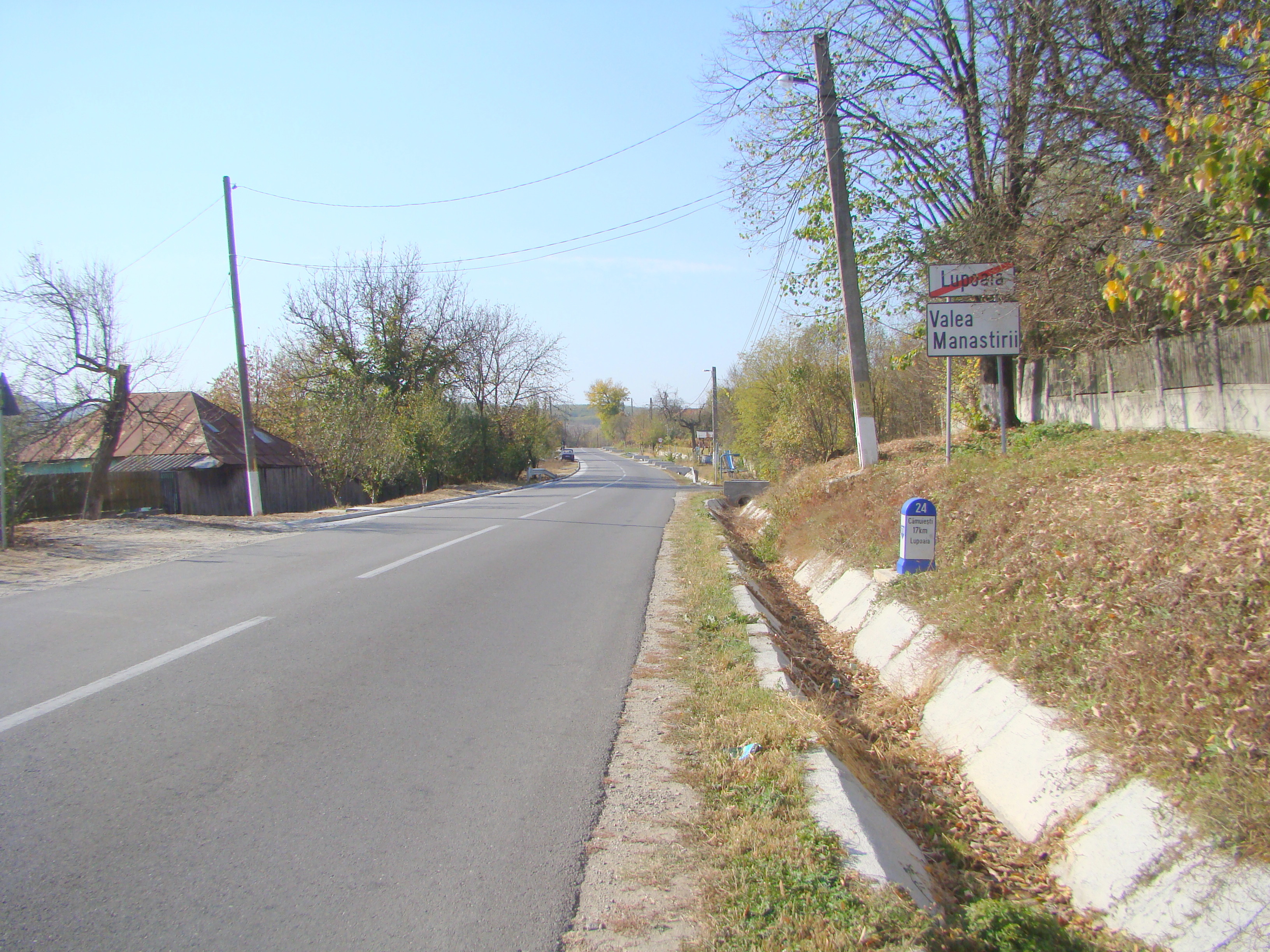
Intrarea în localitate
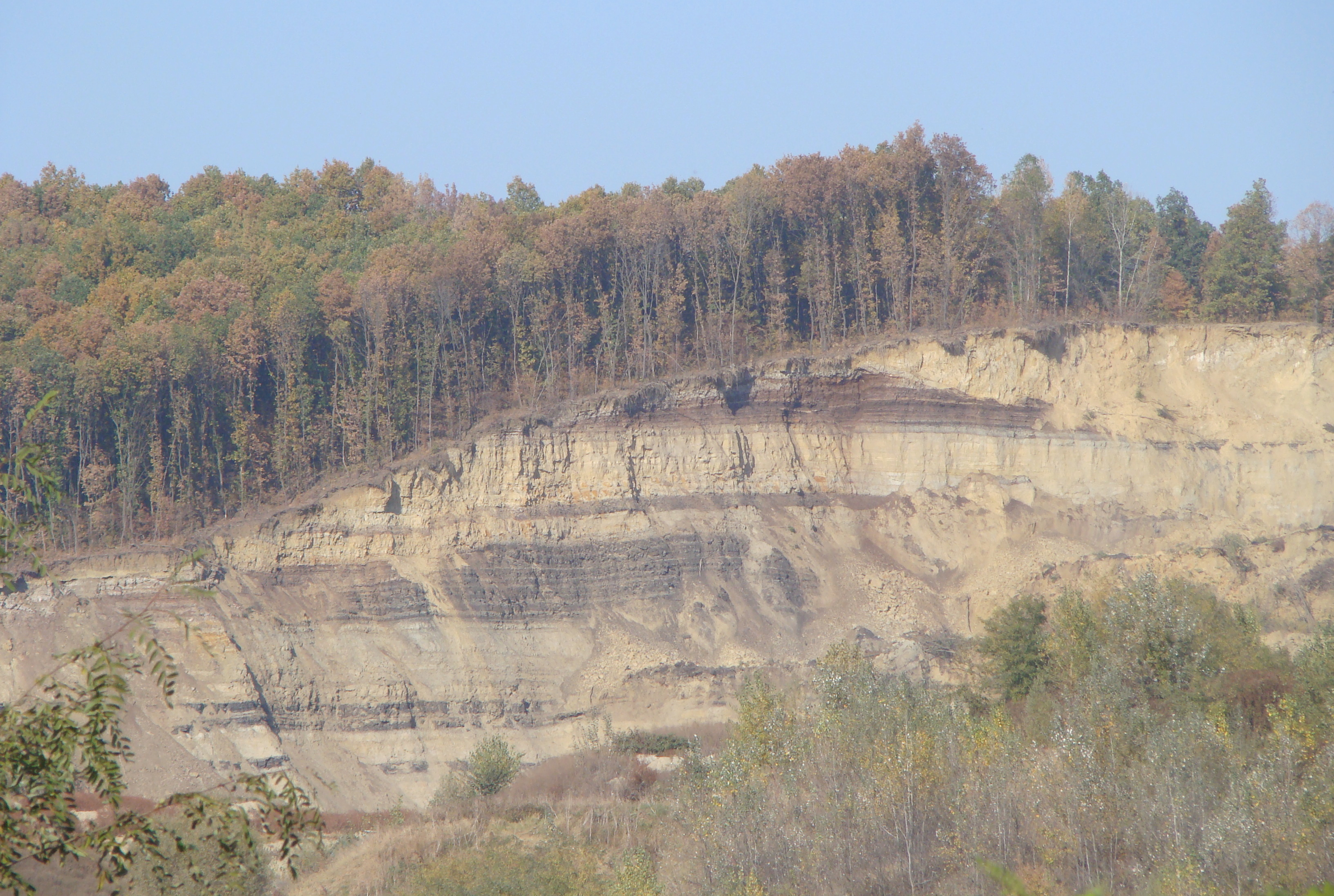
Cariera de lignit
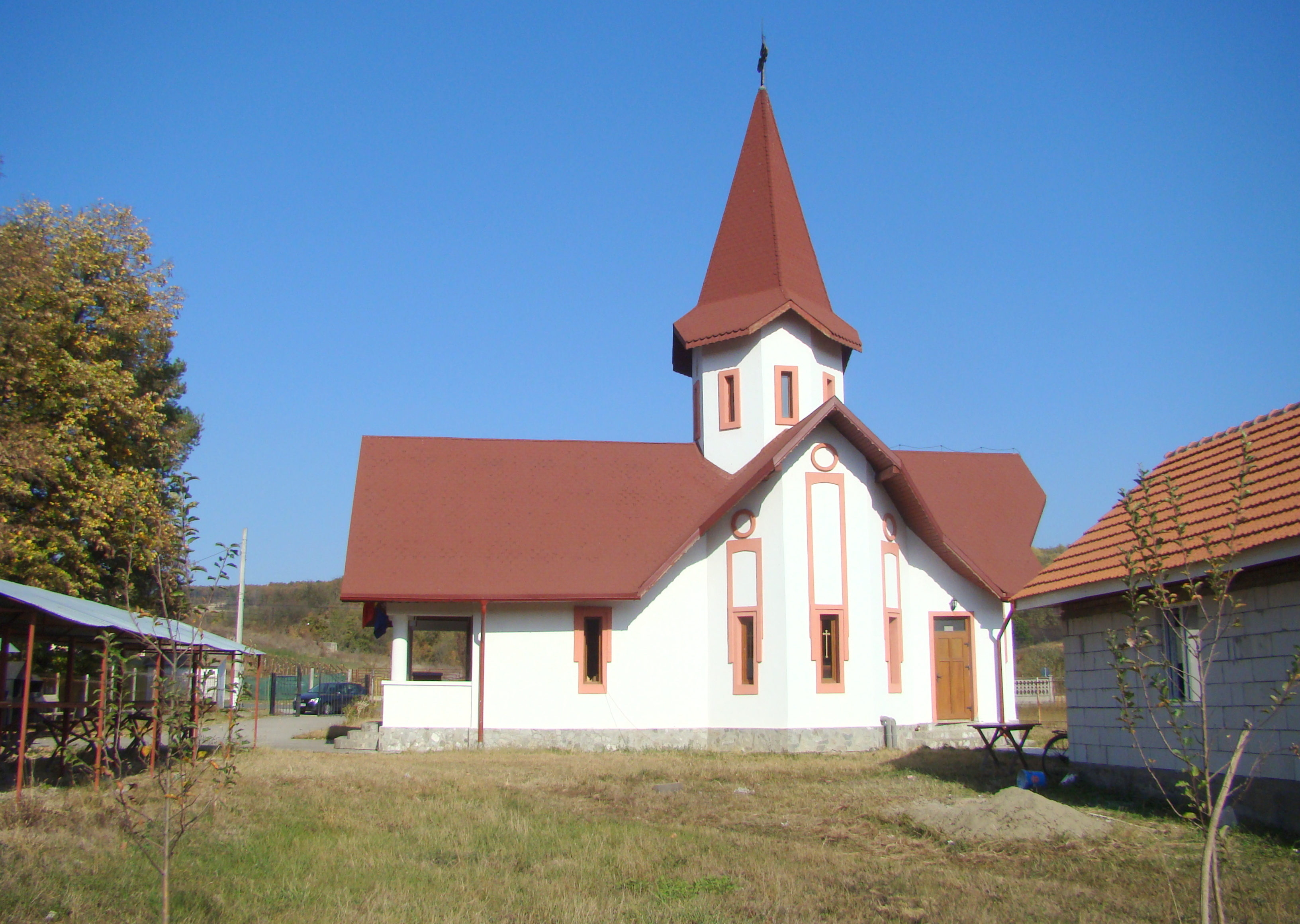
Biserica cu hramul „Sfântul Mare Mucenic Dimitrie”

 Acest articol despre o localitate din județul Gorj este deocamdată un ciot. Puteți ajuta Wikipedia prin completarea lui.